# إريك غيريت
إريك غيريت (بالفرنسية: Éric Guérit)‏ ولد في (21 يوليو 1964-نيور، فرنسا) لاعب ومدرب كرة قدم فرنسي معتزل كان يجيد اللعب في الوسط وحاليا هو مسئول التعاقد مع اللاعبين الجدد في نادي الدرجة الأولى رين الفرنسي .

## المسيرة الرياضية
بدأ غيريت مسيرته الرياضية في نادي نيس ثم انتقل إلى نادي موناكو في سنة 1989 . في السنة التالية انتقل إلى نادي كان . في سنة 1992 انتقل إلى نادي بوردو . نتيجة لاستقالة مدرب النادي آنذاك البرتغالي توني قرر مسئولو النادي تعيين غيريت مدربا في آخر 8 مراحل من بطولة الدوري ثم تم تعيين سلافوليوب ميسلين مكانه .
تم اختياره للانضمام إلى صفوف منتخب فرنسا في 1989 ولكنه لم يلعب .
تولى تدريب نادي أنغوليم من مارس 1997 إلى ديسمبر 1998 . في موسم 1999/2000 تولى تدريب رديف نادي ليل . في موسم تولى تدريب نادي أنغرز ثم نادي أنغوليم مجددا . في يناير 2007 انضم إلى إدارة نادي رين وأصبح مسئولا عن تعاقدات النادي مع اللاعبين الجدد .

## روابط خارجية
- إريك غيريت على موقع قاعدة بيانات كرة القدم.إي يو (الإنجليزية)
- إريك غيريت على موقع عالم كرة القدم.نت (الإنجليزية)